# Verdrag van Nymphenburg
Het Verdrag van Nymphenburg werd gesloten op 28 mei 1741 op het Slot Nymphenburg in Beieren en paste in het kader van de rivaliteit tussen Frankrijk en de Habsburgers. De onderhandelingen werden geleid door de hertog van Belle-Isle. Aan tafel zaten vertegenwoordigers van het keurvorstendom Beieren, het koninkrijk Spanje en het koninkrijk Frankrijk.

## Aanleiding
Na de dood van keizer Karel VI in 1740 eiste keurvorst Karel Albrecht van Beieren de keizerskroon op, op basis van zijn huwelijk met Maria Amalia, kleindochter van keizer Leopold I, in de plaats van Maria Theresia, ook een kleindochter van Leopold, en legde daarbij de Pragmatieke Sanctie (1713) naast zich neer.
Intussen was Frederik II van Pruisen Silezië binnengevallen en was de Habsburgse monarchie betrokken in een nieuwe oorlog.

## Nymphenburgliga
Na de ondertekening van het verdrag ging de hertog van Belle-Isle op zoek naar meer medestanders. In juni 1741 ondertekende hij een verdrag met Frederik II van Pruisen, in september met Frederik August II, keurvorst van Saksen en later met Karel Emanuel III van Savoye. Deze anti-Habsburgse alliantie van Frankrijk, Spanje, Beieren, Pruisen, Saksen en Savoye-Sardinië werd bekend als de Liga van Nymphenburg.  Deze coalitie ontkrachtte de Pragmatieke Sanctie en de leden kwamen overeen om een groot deel van het Habsburgse rijk onder elkaar te verdelen. Als gevolg hiervan breidde de Eerste Silezische Oorlog zich uit tot een continentaal conflict, de Oostenrijkse Successieoorlog, tegen Maria Theresa van Oostenrijk.